# Llanta de ferrocarril

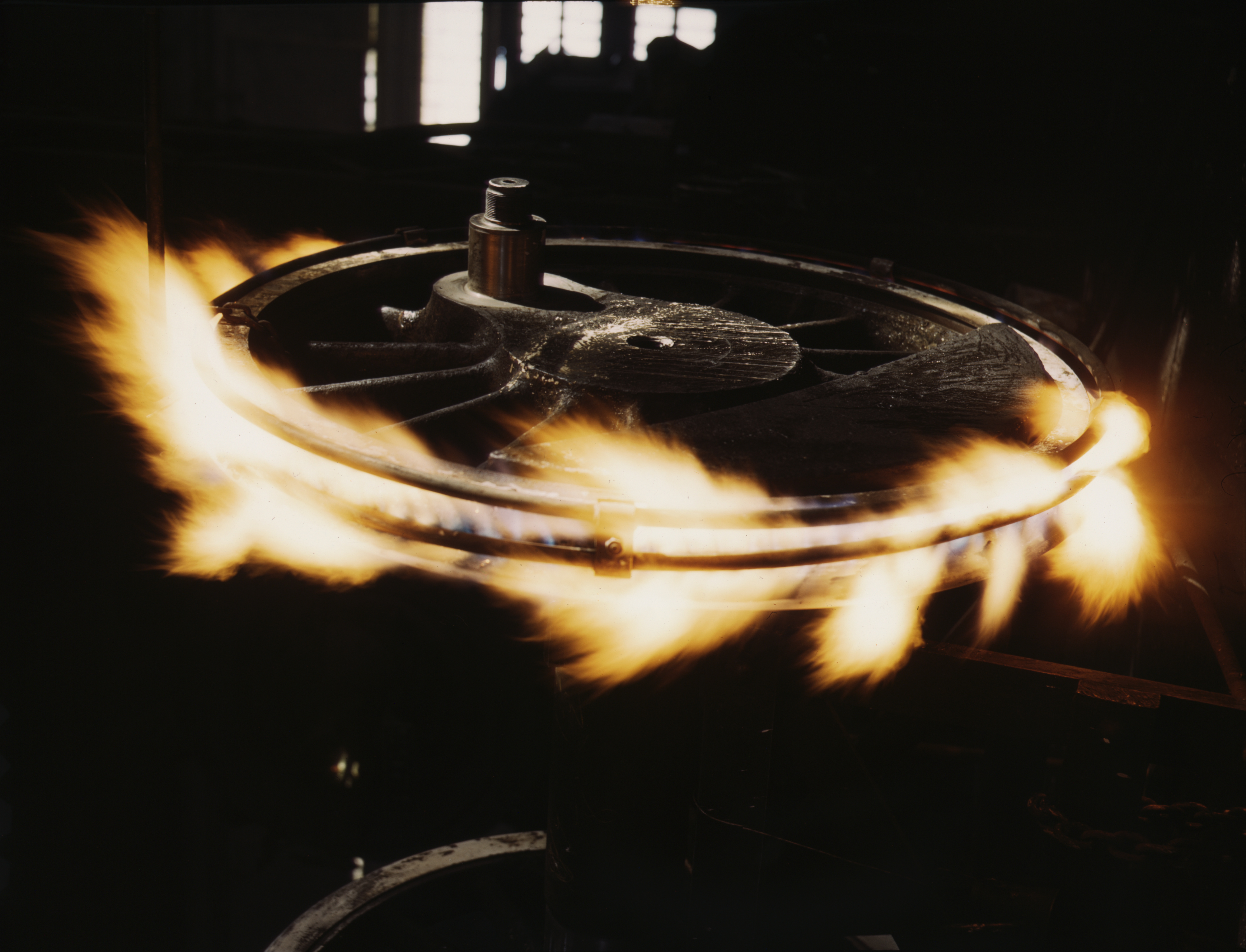
La llanta de acero de la rueda motriz de una locomotora de vapor se calienta con llamas de gas para expandirla y aflojarla, de modo que pueda deslizarse sobre la rueda

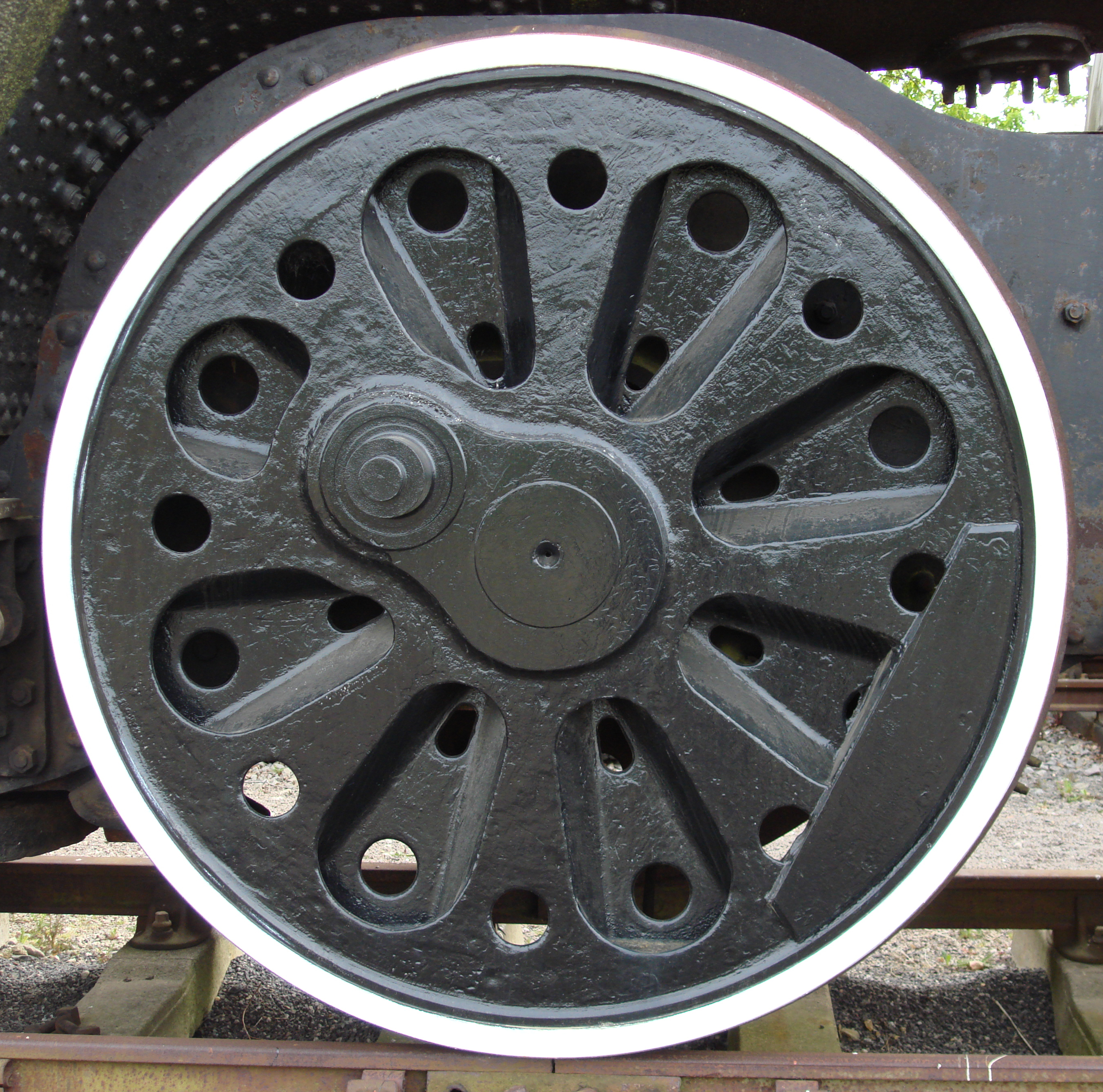
Llanta (en blanco) alrededor del centro de una rueda de una locomotora Pacific

Las ruedas de acero de las locomotoras de vapor y de otros tipos antiguos de material rodante, generalmente estaban equipadas con llantas o cercos de acero, un elemento que se podía sustituir con relativa facilidad cuando se desgastaba, evitando el sobrecoste de reemplazar la rueda completa.

## Instalación
Sustituir una rueda completa debido a una superficie de contacto desgastada era costoso, por lo que los tipos más antiguos de ruedas de ferrocarril estaban equipados con una banda de rodadura de acero reemplazable. Se trataba de un aro de acero que se ajustaba alrededor del centro de la rueda (también de acero). El aro estaba mecanizado con un resalto en su cara externa para ubicarlo en el centro de la rueda, y disponía de una ranura en el diámetro interno de la cara de la pestaña. El diámetro interno del cerco estaba mecanizado para ser ligeramente menor que el diámetro del centro de la rueda en el que estaba montado, para proporcionar un ajuste a presión.
El cerco se ajustaba calentándolo a una temperatura controlada, evitando el sobrecalentamiento. Esto hacía que se expandiera. El centro de la rueda, generalmente ya montado en el eje, se bajaba hasta introducirlo en el cerco, colocado con el lado de la pestaña hacia arriba. Una vez enfriado, se colocaba el anillo de retención (una barra de acero conformada enrollada en forma de aro) que se ajusta en la ranura dispuesta al efecto. Por último, rodillos operados hidráulicamente ajustaban la ranura del cerco sobre el anillo de retención. 
La camisa de acero se mantiene en su posición principalmente por su ajuste a presión. El resalto exterior y el anillo de retención también mantienen el cerco en su lugar si se pierde el ajuste a presión. Esto solía deberse a un frenado intenso con deslizamiento en una pendiente o debido a un error en el mecanizado. 
Para retirar de una llanta desgastada se debía quitar el anillo de retención y calentar el cerco para relajar el ajuste a presión. 
Algunas ruedas de locomotora de vapor tenían llantas atornilladas al perfil de la rueda, o dispuestas con un segundo resalto más pequeño mecanizado en la cara interior del cerco. Este segundo resalto tenía un tamaño muy limitado, ya que debía pasar sobre el centro de la rueda para el ensamblaje. 
En las primeras máquinas de vapor, se instalaron cercos metálicos de diferentes diseños en ruedas con centros de madera (ruedas Mansell en el Reino Unido) y de varios otros tipos. 
El uso de llantas reemplazables se está volviendo obsoleto. La utilización de los vagones de carga tradicionales a menudo era tan baja que los cercos nunca necesitaban renovación, por lo que era más barato colocar una rueda de una pieza ("monobloque"). Las ruedas monobloque son más livianas y ofrecen una mayor fiabilidad, ya que no hay cercos que puedan soltarse. Las líneas modernas de mantenimiento y reparación en cadena de material móvil ferroviario se veían interrumpidas por la inspección del centro de la rueda una vez que se retiraba la llanta, generando trabajo de rectificación adicional y la necesidad de hacer que cada llanta se ajustase a su centro de rueda, motivo por el que las ruedas monobloque han acabado siendo más económicas. 

## Causas de daños
La causa más común de daños es el frenado por arrastre en pendientes severas. Debido a que las zapatas de freno se aplican directamente sobre la llanta, el calor desprendido por la fricción calienta y relaja el ajuste a presión. No es factible colocar el cerco con una tensión lo suficientemente intensa como para eliminar este riesgo por completo, y el anillo de retención asegurará que la llanta solo pueda girar respecto al centro de la rueda, manteniendo su alineación. En raras ocasiones, la rotación podría ser tan severa como para desgastar el anillo de retención hasta romperlo, lo que podría provocar un descarrilamiento. 
Un frenado intenso o una baja adherencia entre rueda y carril pueden detener la rotación de las ruedas mientras el tren todavía se está moviendo, lo que puede causar un plano en la llanta y daños localizados por sobrecalentamiento del material del cerco.
Las llantas son razonablemente gruesas, aproximadamente de 3 pulgadas (unos 76 mm), con un margen suficiente para absorber pequeños desgastes, pudiendo ser reperfilados en un torno de ruedas si queda un grosor suficiente de material.

## Llantas de otros materiales
Algunos trenes, mayoritariamente metros y transportes internos, utilizan neumáticos de goma, incluyendo algunas líneas del Metro de París, del Metro de la Ciudad de México, del Metro de Caracas, del Metro de Montreal, del Metro de Sapporo, del Monorraíl de Seattle, del Metro de Taipéi, del Metro de Santiago y del Uijeongbu LRT.